# Mariara
Mariara är en stad i delstaten Carabobo i norra Venezuela. Den har 110 131 invånare (2007) på en yta av 79 km². Staden består av de två socknar, parroquias, som utgör kommunen Diego Ibarra. Mariara är belägen vid Valenciasjön, mellan de två stora städerna Valencia och Maracay.